# Polymixis luna
Polymixis luna là một loài bướm đêm trong họ Noctuidae.